# Heimo Fugger
Heimo Jiayang Fugger (* 14. November 2007) ist ein österreichischer Radsportler, der auf Straße und Bahn aktiv ist.

## Sportlicher Werdegang
Bis zum Alter von 14 Jahren errang Heimo Fugger sieben österreichische Meistertitel in verschiedenen Altersklassen. Zudem betrieb er Wintertriathlon: 2021 wurde er österreichischer Vize-Meister der Schüler in dieser Sportart. Auch spielte er Fußball.
Bei der Internationalen Radjugendtour Oststeiermark 2023 entschied Fugger die erste und die vierte Etappe für sich. Im selben Jahr ging er beim European Youth Summer Olympic Festival an den Start und wurde Dritter im Straßenrennen der Jungen.
2024 wurde Fugger Junioren-Europameister auf der Bahn im Punktefahren sowie Zweiter im Ausscheidungsfahren. Bei den Junioren-Bahnweltmeisterschaften im chinesischen Luoyang wurde er Junioren-Vizeweltmeister im Scratch.
Bei den Junioren-Europameisterschaften im Jahr darauf holte er den Titel im Ausscheidungsfahren und Silber im Punktefahren. Ebenfalls 2025 wurde er gemeinsam mit Tim Wafler österreichischer Meister der Elite im Zweier-Mannschaftsfahren.

## Ehrungen
- 2023: Ehrenurkunde des Landes Kärnten[9]
- 2024: Kärntens Sportler des Jahres 2024 – „Aufsteiger“[10]

## Erfolge

### Bahn
2024
- Junioren-Weltmeisterschaft – Scratch
- Junioren-Europameister — Punktefahren
- Junioren-Europameisterschaft — Ausscheidungsfahren

2025
- Junioren-Europameister — Ausscheidungsfahren
- Junioren-Europameisterschaft — Punktefahren
- Österreichischer Meister – Zweier-Mannschaftsfahren (mit Tim Wafler)
- Österreichischer Junioren-Meister – Ausscheidungsfahren, Omnium

### Straße
2023
- Europäisches Olympisches Sommer-Jugendfestival  — Straßenrennen (Jungen)